# تجويع الوقود

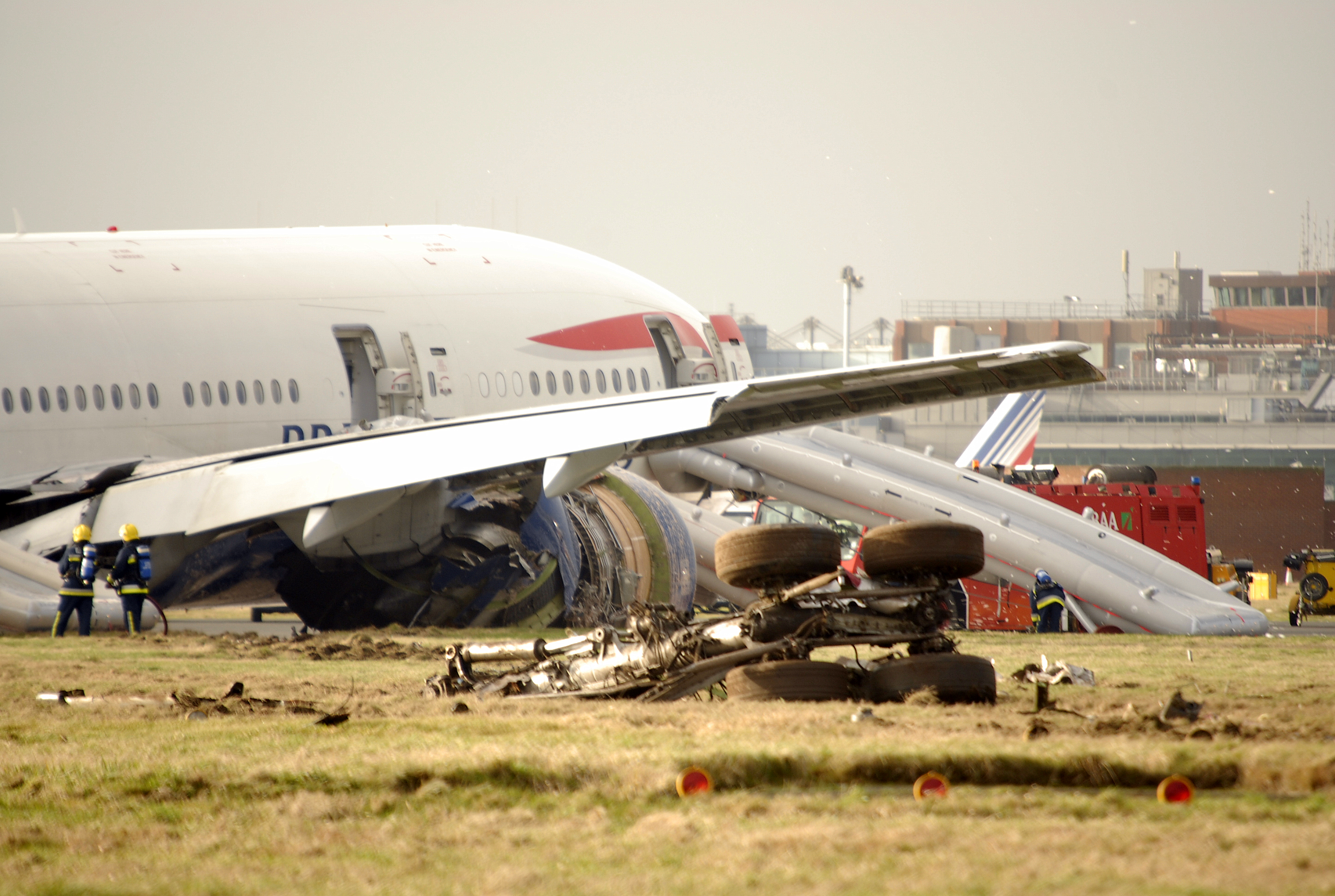
تحطمت رحلة الخطوط الجوية البريطانية 38 في مطار لندن هيثرو في عام 2008 بعد انسداد خطوط الوقود ببلورات الجليد.

في محرك الاحتراق الداخلي، تجويع الوقود (fuel starvation) هو فشل نظام الوقود في توفير الوقود الكافي للسماح للمحرك بالعمل بشكل صحيح، على سبيل المثال بسبب الانسداد أو قفل البخار أو التلوث بالمياه أو خلل في مضخة الوقود أو التشغيل غير الصحيح، مما يؤدي إلى لفقدان الطاقة أو توقف المحرك. لا يزال هناك وقود في الخزان (الخزانات)، لكنه غير قادر على الوصول إلى المحرك (المحركات) بكميات كافية. على النقيض من ذلك، فإن استنفاد الوقود (fuel exhaustion) (يسمى أيضًا استنفاد الوقود) هو حدث تصبح فيه المركبة المعنية خالية تمامًا من الوقود القابل للاستخدام، مع نتائج مماثلة لتلك الناتجة عن تجويع الوقود.
يمكن أن تتأثر جميع وسائل النقل التي تعمل بالمحرك بنوع الوقود، على الرغم من أن المشكلة أكثر خطورة بالنسبة للطائرات أثناء الطيران. تتأثر السفن لدرجة أنه بدون دفع لا يمكنها المناورة لتجنب الاصطدام أو الشاطئ. غالبًا ما تكون المجاعة للوقود على متن الطائرات نتيجة الإدارة غير الصحيحة للوقود، على سبيل المثال عن طريق اختيار تغذية المحرك من خزان فارغ أثناء وجود الوقود في خزان آخر.

## حوادث استنفاد وجوع الوقود على متن الطائرات
وقعت العديد من الحوادث على الطائرات حيث لعب استنفاد الوقود أو الجوع دورًا. فيما يلي قائمة جزئية لهذه الحوادث:
- في 19 يونيو 1954، نفد وقود طائرة كونفير سي في -240 التي تديرهاسويسرا للطيران المسجلة (HB-IRW) فوق القناة الإنجليزية بالقرب من فولكستون. وتحطمت الطائرة في القنال مما أسفر عن مقتل ثلاثة ركاب. تم العثور على أربعة من أفراد الطاقم واثنين من الركاب أحياء بعد الحادث.[4]
- في 3 أغسطس 1954، تم تحويل لوكهيد إل-1049 سوبر كونستليشن التابعة للخطوط الجوية الفرنسية المسجلة (F-BGNA) إلى بوسطن بعد عدم تمكنها من الهبوط في مطار نيويورك إيدل وايلد بسبب سوء الأحوال الجوية. نفد الوقود قبل الوصول إلى بوسطن وهبطت الطائرة على بطنها في أحد الحقول. لم يكن هناك قتلى.[5]
- في 21 أغسطس 1963، تعرضت طائرة توبوليف تي يو 124 التي تديرها شركة إيروفلوت لعطل في معدات الهبوط بعد الإقلاع من مطار تالين. عند اكتشاف أنه لا يمكن سحب معدات الأنف أو تمديدها، قام الطاقم بتحويل الرحلة إلى لينينغراد حيث استعدوا لهبوط اضطراري عن طريق الدوران حول المدينة التي تحترق الوقود. أثناء الدوران حول المدينة، قام الطاقم بمحاولات متكررة لإغلاق جهاز الهبوط؛ ربما أصبحوا منشغلين بهذا الأمر ونفد وقود الطائرة. ترك الطاقم الطائرة في نهر نيفا. لم يكن هناك قتلى.[6]
- في 17 نوفمبر 1964، تحطمت طائرة هولندية من طراز إف-104 ستارفايتر في جبل في النرويج عندما نفد الوقود بعد وفاة طيارها. توفي الطيار بسبب عطل في قناع الأكسجين.[7] في 4 يونيو 1967، عانى بريطاني ميدلاند كندير C-4 أرغونوت المسجل (G-ALHG) من عطل مزدوج في المحرك بسبب مشكلة اختيار خزان الوقود فوق ستوكبورت، إنجلترا. تحطمت الطائرة ومات 72 من 84 كانوا على متنها.[8]
- كانت رحلة إي إل أم الرحلة 980 من طراز ماكدونل دوغلاس دي سي-9-33CF وهي تحلق من مطار جون إف كينيدي الدولي في مدينة نيويورك إلى مطار الأميرة جوليانا الدولي في سانت مارتن، في جزر الأنتيل الهولندية في 2 مايو 1970. عمليات تحويل متعددة بسبب الظروف الجوية القاسية والعديد من محاولات الهبوط غير الناجحة استنفدت وقود الطائرة لدرجة أن الطاقم اعتقد أنه لم يكن هناك ما يكفي للوصول إلى مطار بديل وقرر التخلص من DC-9 في البحر الكاريبي. كان هناك 23 حالة وفاة من بين 63 كانوا على متنها.[9]
- في 20 أكتوبر 1977، قامت فرقة لينيرد سكاينيرد بالغناء في «قاعة غرينفيل التذكارية» (Greenville Memorial Auditorium) في غرينفيل، ساوث كارولينا، واستقلوا طائرة كونفير سي في -240 لنقلهم إلى باتون روج، حيث كانوا سيؤدون في جامعة ولاية لويزيانا. نفد وقود الطائرة قرب نهاية الرحلة وتحطمت، مما أسفر عن مقتل الطيارين وأربعة من الركاب الأربعة والعشرين، بمن فيهم المغني الرئيسي للفرقة روني فان زانت.[10][11][12][13]
- في 28 ديسمبر 1978 تعرضت رحلة يونايتد إيرلاينز رقم 173، وهي طائرة دوغلاس دي سي-8 -61 في طريقها من دنفر، كولورادو إلى بورتلاند، أوريغون، إلى عطل في مؤشر الهبوط أثناء الاستعداد للهبوط. استمرت الطائرة في الدوران بالقرب من بورتلاند بينما كان الطاقم يحقق في المشكلة، لكن نفد الوقود وتحطمت الطائرة في منطقة قليلة السكان، مما أسفر عن مقتل 10 وإصابة 24 من أصل 181 كانوا على متنها بجروح خطيرة.[14]
- في 23 يوليو 1983، بسبب سلسلة من الأحداث والأخطاء، تم تزويد رحلة طيران كندا رقم 143، بوينغ 767-200، بالرطل كوحدة قياس بدلاً من الكيلوغرامات، مما أدى إلى وجود نصف الكمية المطلوبة فقط من الوقود على متن الطائرة. استهلكت الطائرة كل الوقود المتاح وتوجهت إلى مطار جيملي إندستريال بارك حيث هبطت الطائرة بسلام. أصبحت الطائرة (التي تم إيقاف تشغيلها الآن) تُعرف باسم "Gimli Glider"[15]
- تحطمت طائرة سيسنا 208 كارافان، المستخدمة في عمليات القفز بالمظلات في جنكيزبورغ، جورجيا، بعد فقدان قوة المحرك مباشرة بعد إقلاعها في 29 سبتمبر 1985. تم تزويد الطائرة بالوقود الملوث؛ مات جميع الركاب السبعة عشر.[16]
- بعد سلسلة من الأخطاء والإغفالات من قبل الطيارين، انحرفت طائرة بوينغ 737-200 تشغل رحلة فارغ 254 في 3 سبتمبر 1989 عن مسارها مئات الأميال، ونفد الوقود، وتحطمت في غابة الأمازون البرازيلية مما أسفر عن مقتل 13 من ركابها. بسبب خطأ الطاقم في تحليق الطائرة غربًا (270 درجة) بدلاً من الشمال الشرقي (027 درجة)، لم يتم العثور على الطائرة حتى سار أربعة ناجين إلى مزرعة بعد يومين.[17]
- في 25 يناير 1990، كانت أفيانكا الرحلة 52 في نمط احتجاز ممتد فوق مطار جون إف كينيدي الدولي في مدينة نيويورك بسبب الضباب وحركة المرور المزدحمة. تأخرت طائرة بوينغ 707-320بي عدة مرات قبل أن تُمنح تصريحًا بالهبوط، مستهلكةً كل وقودها تقريبًا. أثناء محاولتهم الهبوط، تسبب قص الرياح، جنبًا إلى جنب مع الرؤية السيئة، في تفويت المدرج وتنفيذ اقتراب ضائع. ومع ذلك، قبل أن تنفذ الرحلة 52 محاولة هبوط أخرى، نفد الوقود وتحطمت في كوف نيك، نيويورك، مما أسفر عن مقتل 73 من 158.[18]
- فقدت طائرة ماكدونل دوغلاس إف/إيه-18 هورنت من سلاح الجو الملكي الأسترالي، الرقم التسلسلي (A21-41)، في 5 يونيو 1991 بعد أن أصبح الطيار عاجزًا. حلقت الطائرة حتى نفد الوقود وتحطمت في جزء بعيد من كوينزلاند. لم يتم العثور على الحطام إلا بعد أكثر من ثلاث سنوات.[19][20]
- نفذ طاقم رحلة الخطوط الجوية الهندية 440، وهي طائرة إيرباص إيه 300بي2-101، إجراء اقتراب ضائع في مطار حيدر أباد-بيغومبيت في 15 نوفمبر 1993 بسبب ضعف الرؤية. أثناء الاقتراب المفقود، ظهرت مشكلة عندما لم تتراجع القلابات بالكامل. بعد بعض الوقت في محاولة حل مشكلة القلابات والعثور على مكان ما للهبوط بالقرب من حيدر أباد، قام الطاقم بتحويل الطائرة إلى مدراس ولكن نظرًا لأنهم اضطروا إلى التحليق أبطأ بسبب القلاباتالممتدة، نفد وقود الطائرة. هبطت في حقل أرز بالقرب من تيروباتي. لم تكن هناك قتلى بين ركاب الطائرة البالغ عددهم 262 ولكن تم شطب الطائرة.[21]
- في 23 نوفمبر 1996، اختطف ثلاثة رجال رحلة الخطوط الجوية الإثيوبية رقم 961 في رحلة قصيرة من أديس أبابا إلى نيروبي. وطالب الخاطفون بنقل الطائرة إلى أستراليا على الرغم من أن الطيار أخبرهم بعدم وجود وقود كاف للقيام بذلك. بعد ثلاث ساعات من الطيران على طول الساحل الأفريقي وعبر جزء من المحيط الهندي، نفد وقود الطائرة وتعطلت المحركات. فشل الهبوط الاضطراري في جزيرة القمر الكبرى عندما هبطت الطائرة على الماء قبالة الشاطئ المحلي، مما أسفر عن مقتل 125 شخصًا بمن فيهم الخاطفون الثلاثة.[22]
- في 25 أكتوبر 1999، نفد وقود ليرجيت 35 وتحطمت في حقل بالقرب من أبردين، داكوتا الجنوبية. توفي جميع الركاب الأربعة (بما في ذلك لاعب الغولف باين ستيوارت) واثنين من أفراد الطاقم. كان الحادث نتيجة لعجز الطاقم بسبب نقص الأكسجة الناجم عن فقدان ضغط الهواء في الطائرة. بعد مغادرتها من أورلاندو، فلوريدا، في رحلة روتينية كان من المفترض أن تعبر خليج المكسيك إلى دالاس، تكساس خليج المكسيك، حلقت الطائرة بدون طيار لأكثر من 1500 ميل قبل نفاد الوقود في النهاية.
- في 12 يوليو 2000، واجهت رحلة هاباغ لويد 3378 مشكلة في معدات الهبوط عندما فشلت في التراجع بالكامل بعد الإقلاع. قرر الطيارون المتابعة إلى ميونخ لكنهم لم يدركوا أن سرعتهم المنخفضة مقابل نفس استهلاك الوقود لكل ساعة (مطلوب لأن جهاز الهبوط لم يكن في وضع التشغيل) يعني أن لديهم وقودًا غير كافٍ للقيام بذلك. بمجرد أن فقدت الطائرة كل الوقود، حاول الطاقم الهبوط الاضطراري في مطار فيينا الدولي لكن الطائرة هبطت على مسافة قصيرة من المدرج. لم تكن هناك قتلى.[23]
- في 24 أغسطس 2001، عانت رحلة طيران تلاانسات رقم من 236 تسرب وقود أثناء عبورها المحيط الأطلسي وفقدت وقودها. انزلقت الطائرة بأمان إلى قاعدة جوية في جزر الأزور.[24]
- عانت رحلة خطوط تام الجوية رقم 3804، من طراز فوكر 100، من استنفاد الوقود في 30 أغسطس 2002 بسبب تسرب. وهبطت الطائرة اضطراريا في حقل بمعدات الهبوط مما أدى إلى مقتل بقرة ترعى في الحقل. لم يُقتل أحد على متن الطائرة.[25]
- في 13 أغسطس 2004، عانت طائرة الشحن كونفير سي في -580 التي كانت تعمل تحت اسم اير تاهوما الرحلة 185 مجاعة للوقود بسبب سوء إدارة الطاقم لنظام خزان الوقود وتحطمت، مما أسفر عن مقتل أحد الطيارين.[26]
- في 6 أغسطس 2005، سقطت رحلة الخطوط التونسية السريعة رقم 1153، طائرة إيه تي آر 72 في طريقها من باري، إيطاليا، إلى جربة، تونس، في البحر الأبيض المتوسط على بعد حوالي 18 ميلاً من مدينة باليرمو. وتوفي 16 من 39 شخصا كانوا على متنها. نتج الحادث عن استنفاد الوقود بسبب تركيب مؤشر كمية الوقود لـ طائرة إيه تي آر 42 في طائرة إيه تي آر 72؛ كان المؤشر غير الصحيح هو الإفراط في القراءة بأكثر من 2000 كغ، مما دفع الطاقم إلى الاعتقاد بأن لديهم وقودًا كافيًا للرحلة.[27]
- في 14 أغسطس 2005، اعترضت الطائرات المقاتلة طائرة خطوط هيليوز الجوية الرحلة 522 بعد فشل رحلة هيليوس في الرد على مراقبي الحركة الجوية في اليونان. أفاد طيارو الطائرات المقاتلة أنهم لاحظوا عدم وجود طيارين يسيطرون على الطائرة إلا قبل وقت قصير من نفاد الوقود من الطائرة، عندما تمكن المضيفة أندرياس برودرومو من الوصول إلى قمرة القيادة وحاول السيطرة على الطائرة. بحلول الوقت الذي جلس فيه برودرومو على أجهزة التحكم، كانت الطائرة قد استنفدت وقودها ثم اصطدمت بتل بالقرب من ماراثوناسباليونان، مما أسفر عن مقتل جميع من كانوا على متنها. كان استنفاد الوقود هو الحلقة الأخيرة في سلسلة الحوادث، ولكن نتيجة لخفض الضغط في المقصورة مما أدى إلى تعطيل طاقم الطائرة.[28]
- في 26 يونيو 2007، كانت طائرة من طراز Skippers Aviation Embraer EMB 120 Brasilia على متن رحلة مستأجرة تقوم بجولة في مهبط طائرات Jundee في غرب أستراليا. أثناء العزوف (go-around)، واجه الطاقم صعوبات في التحكم في الطائرة، حيث هبطت الطائرة إلى ارتفاع 50 قدمًا فوق الأرض ووصلت زاوية المَيل الجانبي إلى 40 درجة. بعد استعادة السيطرة، أدرك الطاقم أن المحرك الأيسر قد توقف. سبب توقف المحرك كان الجوع في الوقود.
- في 17 يناير 2008، ذابت بلورات الجليد في خطوط الوقود في على الخطوط الجوية البريطانية الرحلة 38 وأعيد تجميدها داخل المبادلات الحرارية لزيت الوقود لمحركات رولز رويس ترنت 800. أدى تجويع الوقود الذي أعقب ذلك إلى خفض قوة المحرك بشكل كبير في اقتراب نهائي قصير إلى مطار هيثرو بلندن، وهبطت طائرة بوينغ 777-236 على مسافة قصيرة من المدرج. نجا جميع الركاب وأفراد الطاقم البالغ عددهم 152 راكبًا، ولكن تم شطب الطائرة، وكانت أول حالة تسجل لخسارة هيكل طائرة بوينغ 777.[29]
- في 28 نوفمبر 2016، كانت رحلة خطوط لاميا الجوية الرحلة 2933 وأفرو آر جيه85 المتجهة إلى مطار خوسية ماريا كوردوفا الدولي قد حُرمت من الوقود بسبب ضيق الوقت، وفقدت نقطة للتزود بالوقود في مدينة كوبيخا. كان ركاب الطائرة في الأساس من وسائل الإعلام وفريق كرة القدم الذي كان سيتنافس في نهائيات كأس أمريكا الجنوبية لعام 2016. تحطمت الطائرة على بعد 10 أميال بحرية جنوب المدرج، مما أسفر عن مقتل 71 شخصًا من بين 77 شخصًا كانوا على متنها.[30][31]

## طائرات تخلى عنها طاقمها في الجو
تم التخلي عن عدد من الطائرات من قبل طاقمها (عن قصد وأحيانًا عن طريق الخطأ) عندما استمرت الطائرة بمفردها حتى تسبب استنفاد الوقود في تحطمها:
- في وقت ما بين منتصف الليل وفجر يوم 5 أبريل / نيسان 1943، قام طاقم كونسوليداتيد بي-24 ديتُدعى "<i id="mw8A">ليدي بي قود" (<a href="https://en.wikipedia.org/wiki/Lady_Be_Good_(aircraft)" rel="mw:ExtLink" title="Lady Be Good (aircraft)" class="cx-link" data-linkid="220">Lady Be Good</a>)</i>، فقدوا فوق الصحراء الكبرى، بالتخلي عن طائرتهم بسبب نفاد الوقود. تم العثور على الطائرة في عام 1959، مع وجود جثث معظم أفراد الطاقم في عام 1960. لم يتم العثور على جثة أحد أفراد الطاقم.[32][33]
- في 22 تشرين الأول (أكتوبر) 1987، طُرد قائد الطائرة البريطانية هارير جي آر 5 برقم تسلسلي ZD325 بطريق الخطأ من طائرته فوق ويلتشير، إنجلترا؛ استمرت الطائرة بالطيران من تلقاء نفسها حتى تسبب نفاد الوقود في تحطمها في البحر الأيرلندي. قتل الطيار.[34][35]
- في 4 يوليو 1989، طرد الطيار السوفيتي ميكويان جورفيتش ميغ 23 من طائرته، على افتراض أنه يعاني من مشاكل في المحرك. واصلت الطائرة الطيران من تلقاء نفسها، حيث كانت تحلق من ألمانيا الشرقية السابقة إلى منطقة الدفاع الجوي لألمانيا الغربية، ثم تمت مرافقتها من قبل القوات الجوية الأمريكية من طراز F-15 حتى نفد الوقود وتحطمت في منزل في بلجيكا، مما أسفر عن مقتل ساكن المنزل.[36]

## روابط خارجية
- جوع الوقود في الطيران العام